# São José do Bonfim
São José do Bonfim é um município brasileiro do estado da Paraíba, localizado na Região Geográfica Imediata de Patos e integrante da Região Metropolitana de Patos. De acordo com o IBGE (Instituto Brasileiro de Geografia e Estatística), no ano 2017 sua população foi estimada em 3.566 habitantes. Área territorial de 152 km².
Parte do município está incluída na área do Parque Nacional da Serra do Teixeira, um parque nacional e unidade de conservação brasileira de proteção integral à natureza, que além de São José do Bonfim, estende-se por outros 11 municípios alcançando uma área total de 61 095 hectares.

## História
A localidade surgiu como um ponto de descanso para tropeiros e vaqueiros que passavam pela região. O povoado recebeu o nome de Jerimum, em referência à uma lagoa de mesmo nome que existia no local.
Com o tempo e o crescimento observado, Jerimum tornou-se distrito de Patos, através da Lei Estadual Nº 2.825 de 14 de abril de 1962.
A Lei Estadual Nº 3.156 de 31 de março de 1964, alterou a denominação da localidade de Jerimum para São José do Bonfim, bem como, elevou o distrito à condição de município, instalado em 28 de junho do mesmo ano, desmembrado de Patos.

## Geografia
O município está incluído na área geográfica de abrangência do semiárido brasileiro, definida pelo Ministério da Integração Nacional em 2005.  Esta delimitação tem como critérios o índice pluviométrico, o índice de aridez e o risco de seca.

### Açudes
- Açude do Tubarão